# Cratere Mbul'di
Mbul'di  è un cratere sulla superficie di Venere.